# Michael H. Park

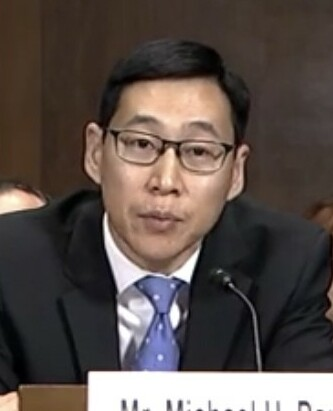
Michael Hun Park, 2019

Michael Hun Park (* 1. August 1976 in Saint Paul, Minnesota) ist ein US-amerikanischer Jurist und Bundesrichter am United States Court of Appeals (Bundesberufungsgericht) für den zweiten Gerichtskreis, der die Bundesstaaten Connecticut, New York und Vermont umfasst.

## Werdegang
Park, der koreanischer Abstammung ist, erwarb seinen A.B. von der Princeton University und seinen J.D. von der Yale Law School, wo er als Managing Editor des Yale Law Journal fungierte. Nach seinem Abschluss an der juristischen Fakultät im Jahr 2001 war er als Gerichtspraktikant für Samuel Alito tätig.
Park war von 2002 bis 2006 Associate im New Yorker Büro der Anwaltskanzlei Wilmer Cutler Pickering Hale and Dorr. Von 2006 bis 2008 war er als Rechtsberater des Office of Legal Counsel im Justizministerium der Vereinigten Staaten tätig. Park arbeitete in der New Yorker Büro der Anwaltskanzlei Dechert LLP, zunächst als Anwalt (2009–2011) und danach als Partner (2012–2015). Im Jahr 2015 trat er als Namenspartner in die Anwaltskanzlei Consovoy McCarthy Park PLLC ein, wo er sich auf Berufungsverfahren und komplex gelagerte Zivilprozesse spezialisierte. Während dieser Zeit war er außerdem außerordentlicher Professor an der Antonin Scalia Law School der George Mason University. Im Mai 2019 trat er die Nachfolge von Gerard E. Lynch als Richter am United States Court of Appeals for the Second Circuit an.